# ۱۹ نوامبر
۱۹ نوامبر سیصد و بیست و سومین (در سال‌های کبیسه سیصد و بیست و چهارمین) روز سال در گاه‌شماری میلادی است. ۴۲ روز تا پایان سال باقی‌است.

## رویدادها
- ۱۹۴۲ - جنگ جهانی دوم: آغاز عملیات اورانوس توسط ارتش سرخ برای محاصره نیروهای آلمانی در استالینگراد

## زادروزها
- ۱۶۰۰ - چارلز یکم، پادشاه انگلستان، ایرلند و اسکاتلند از سال ۱۶۲۵ تا سال ۱۶۴۹.
- ۱۸۳۱ - جیمز آبرام گارفیلد، بیستمین رییس جمهور ایالات متحده آمریکا.
- ۱۸۳۴ - گیورگ هرمان کوئینکه، دانشمند و فیزیک‌دان آلمانی.
- ۱۹۱۷ - ایندیرا گاندی، سیاستمدار اهل هند.
- ۱۹۳۳ - لری کینگ، مجری تلویزیونی اهل ایالات متحده آمریکا.
- ۱۹۵۸ - ترنس سی کارسون، خواننده و صدا پیشه آمریکایی.
- ۱۹۵۹ - الیسون جنی، بازیگر آمریکایی.
- ۱۹۶۲ - جودی فاستر، بازیگر و کارگردان آمریکایی[۱][۲].
- ۱۹۶۳ - تری فارل، بازیگر و مدل آمریکایی.
- ۱۹۶۴ - جونگ جین یونگ، بازیگر اهل کره جنوبی.
- ۱۹۵۷ - عوفرا حازا، خواننده اهل اسرائیل.
- ۱۹۵۸ - آلگیرداس بوتکویسیوس، سیاستمدار اهل لیتوانی.
- ۱۹۷۸ - ویرا پوسپیشیلووا-تسخلووا، پرتاب‌گر دیسک اهل جمهوری چک.
- ۱۹۷۹ - بری جنکینز، کارگردان اهل ایالات متحده آمریکا.
- ۱۹۸۳ - آدام درایور، بازیگر آمریکایی.
- ۱۹۸۵ - کریس ایگلز، بازیکن فوتبال اهل بریتانیا.
- ۱۹۹۰ - بندیکت اشمید، بازیکن فوتبال اهل آلمان.
- ۱۹۹۲ - جیمز تارکووسکی، بازیکن فوتبال انگلستانی.
- ۱۹۹۳ - سوسو، بازیکن فوتبال اهل اسپانیا.
- ۱۹۹۹ - یوگنیا مدودوا، اسکیت‌باز نمایشی اهل روسیه.

## درگذشت‌ها
- ۱۸۲۲ - یوهان گئورگ ترالس، ریاضی‌دان و فیزیک‌دان اهل آلمان.
- ۱۸۲۸ - فرانتس شوبرت، آهنگساز و موسیقیدان اتریشی.
- ۱۸۵۰ - ریچارد ام. جانسون، سناتور سابق اهل ایالات متحده آمریکا.
- ۱۸۸۳ - کارل ویلهلم زیمنس، مهندس آلمانی.
- ۱۹۱۰ - ویلهلم فیتیگ، شیمی‌دان آلمانی.
- ۱۹۲۴ - توماس اچ. اینس، کارگردان و تهیه کننده فیلم آمریکایی.
- ۱۹۴۳ - میاگیاما فوکوماتسو، کشتی‌گیر سومو اهل ژاپن.
- ۱۹۷۶ - بازیل اسپنس، معمار اهل بریتانیا.
- ۱۹۷۵ - راجر دی. برانیگین، سیاستمدار اهل ایالات متحده آمریکا.
- ۲۰۰۹ - دائول کیم، مدل اهل کره جنوبی.
- ۲۰۱۱ - جان نویل، بازیگر و صدا پیشه بریتانیایی.
- ۲۰۱۵ - مال ویتفیلد، ورزشکار مرد رشته دو و میدانی اهل ایالات متحده آمریکا.
- ۲۰۱۷ - دلا ریس، موسیقی‌دان اهل ایالات متحده آمریکا.
- ۲۰۲۲ - جیسون دیوید فرانک، هنرپیشه و ورزشکار آمریکایی.

## مناسبت‌ها
- روز جهانی مردان
- روز جهانی توالت[۳][۴]